# Saskia Toporski
Saskia-Vanessa Toporski (* 8. März 1994 in Duisburg) ist eine ehemalige deutsche Fußballspielerin.

## Karriere
Toporski wechselte im Sommer 2010 von der männlichen B-Jugend des SCV Orscholz zum Bundesligaaufsteiger 1. FC Saarbrücken. Ihr Bundesligadebüt gab sie am 15. August 2010 (1. Spieltag) beim 3:1-Erfolg gegen den FF USV Jena, der erste Bundesligatreffer gelang ihr am 13. Februar 2011 (19. Spieltag) beim 2:2 gegen den Herforder SV mit dem Tor zum zwischenzeitlichen 2:2. Nach insgesamt zehn Erstligaeinsätzen und dem Bundesligaabstieg Saarbrückens im Sommer 2011 blieb Toporski dem Verein bis 2016 treu. 2017 beendete sie ihre aktive Karriere beim 1. FC Riegelsberg.
Die Stürmerin bestritt 2009 vier Partien für die deutsche U-15-Nationalmannschaft und kam 2010 sechsmal für die U-16-Nationalmannschaft zum Einsatz, unter anderem im Rahmen des Nordic Cups, bei dem die Mannschaft den zweiten Rang belegte.

## Erfolge
- Nordic Cup: 2. Platz 2010 (mit den U-16-Juniorinnen des DFB)